# 그리스와 덴마크의 공주 테오도라 (1906년)
그리스와 덴마크의 공주 테오도라(그리스어: Πριγκίπισσα Θεοδώρα της Ελλάδας και της Δανίας, 1906년 5월 30일 ~ 1969년 10월 16일)는 그리스와 덴마크의 왕족이자 그리스와 덴마크의 왕자 안드레아스와 바텐베르크 공녀 앨리스의 둘째 딸로 필립 마운트배튼의 누나이자 찰스 3세의 둘째 고모다.